# Фриц V фон дер Шуленбург

Фриц V фон дер Шуленбург (на немски: Fritz V von der Schulenburg, Ritter; * пр. 1466; † 1502/1505) е рицар от „Бялата линия“ на благородническия род „фон дер Шуленбург“.
Той е малкият син на „кнапе“ (оръженосец, носач на щит) Бернхард VIII фон дер Шуленбург († пр. 1466/ или 1470/1479) и първата му съпруга Катарина фон Бредов. Внук е на рицар Фриц I фон дер Шуленбург († сл. 1415). Брат е на граф Бернхард X фон дер Шуленбург (1466 – 1508). Баща му Бернхард VIII фон дер Шуленбург се жени втори път за Аделхайд фон Бюлов.

## Фамилия
Фриц V фон дер Шуленбург се жени за Армгард фон Алвенслебен († сл. 1505). Те имат 6 деца:
- Хайнрих фон дер Шуленбург, граф
- Бернхард XII фон дер Шуленбург (1518 – 1535), граф, женен за Маргарета фон Алвенслебен; родители на:
  - Армгард фон дер Шуленбург, омъжена I. за Албрехт Шенк фон Флехтинген, II. за Георг фон Бартенслебен
- Фриц VII фон дер Шуленбург († сл. 1556/сл. 1560), граф, женен за Анна фон Крам; имат 10 деца, между тях:
  - Хайнрих VII фон дер Шуленбург (* 1527; † 11 декември 1613, Фаренхорст), женен за Анна фон Кампен; нямат деца
- Курт II фон дер Шуленбург († ок. 1514/1542, Ритерхаузен), граф, женен за Катарина фон дер Асебург († сл. 1531/сл. 1542), дъщеря на Лудвиг фон дер Асебург († 1515/1517) и Гизела фон Даненберг; имат един син:
  - Хайнрих VIII фон дер Шуленбург († 1557 при Ст. Квентин), граф
- Катарина фон дер Шуленбург († сл. 1518)
- Мете фон дер Шуленбург